# Sasiniec
Sasiniec – część wsi Sasino w Polsce, położona w województwie pomorskim, w powiecie wejherowskim, w gminie Choczewo, na obszarze Pobrzeża Kaszubskiego. Nie posiada sołtysa, należy do sołectwa Sasino.
W latach 1975–1998  Sasiniec administracyjnie należał do województwa gdańskiego.